# Panorpa sigmoides
Panorpa sigmoides är en näbbsländeart som beskrevs av Carpenter 1931. Panorpa sigmoides ingår i släktet Panorpa och familjen skorpionsländor. Inga underarter finns listade i Catalogue of Life.